# Juha Helin
Juha Helin (Kemi, 4 januari 1954) is een voormalig profvoetballer uit Finland, die speelde als verdediger gedurende zijn carrière. Hij beëindigde zijn actieve loopbaan in 1985 bij de Finse club RoPS Rovaniemi.

## Interlandcarrière
Helin, bijgenaamd Juuso, kwam in totaal 24 keer uit voor de nationale ploeg van Finland in de periode 1976–1981, en scoorde een keer voor zijn vaderland. Hij maakte zijn officiële debuut onder leiding van bondscoach Aulis Rytkönen op 11 augustus 1976 in de vriendschappelijke uitwedstrijd tegen Zweden (6-0 nederlaag) in Malmö. Hij viel in dat duel na 60 minuten in voor Esa Heiskainen. Helin nam met de Finse olympische selectie deel aan de Olympische Spelen in Moskou, waar de ploeg werd uitgeschakeld in de eerste ronde.

## Erelijst
FC Haka
- Fins landskampioen

1977
- Suomen Cup

1977